# Ружа Поспиш-Балдани
Ружа Поспиш-Балдани (на хърватски: Ruža Pospiš Baldani; хърватско произношение: [rǔːʒa pɔspiːʃ baldǎni]) е хърватска оперна певица (мецо-сопран).

## Биография
Родена е в градчето Вараждинске Топлице, Независима хърватска държава (днес във Вараждинска жупания, Хърватия) на 25 юли 1942 г. Прави своя професионален оперен дебют през 1961 г. в хърватския Национален театър в Загреб в ролята на Кончаковна в „Княз Игор“ на Александър Бородин. Пее и в Националния театър в Белград през 1960-те години. През 1965 г. дебютира в Метрополитен опера в Ню Йорк като Мадалена в операта „Риголето“ на Джузепе Верди. В периода 1970 – 1978 г. играе в Баварската държавна опера. Между 1973 и 1987 г. е чест гост на Виенската държавна Опера, където получава специално признание за ролята си на Брангена в „Тристан и Изолда“ от Рихард Вагнер. През 1976 г. дебютира в Парижката опера в партията на Амнерис в операта на Верди „Аида“ и прави първата си поява на сцената на операта на Монте Карло в главната роля на „Кармен“ от Жорж Бизе. Оттогава се появява като гостуваща звезда в Кьолнската опера, на Единбургския фестивал, в гръцката Национална опера, в Хамбургската държавна опера, в хюстънската Гранд опера, в унгарския Държавен оперен театър, в „Ла Скала“ (Милано), в Liceu (Барселона), в Лиричната опера на Чикаго, в Националната опера в София, на Залцбургския фестивал, в Операта на Сан Франциско, на Оперен фестивал в Савонлина, в Римската опера, в Рио-де-Жанейро и другаде.